# FK de la Cabellera de Berenice
FK de la Cabellera de Berenice (FK Comae Berenices) és una estrella variable per rotació situat aproximadament a 550 anys llum de la Terra a la constel·lació de la Cabellera de Berenice. La seva magnitud aparent varia entre 8,14 i 8,33 sobre un període de 2,4 dies. És el prototip de les estrelles variables de tipus FK Com. La variabilitat de les estrelles de tipus FK Com seria deguda a de grans taques fredes situades sobre la superfície d'aquestes estrelles.